# اولگا کوچنوا
اولگا کوچنوا (روسی: Ольга Александровна Кочнева؛ زادهٔ ۲۹ ژوئن ۱۹۸۸) ورزشکار شمشیربازی اهل روسیه است.
وی در مسابقات کشوری و بین‌المللی در مجموع برندهٔ ۱ مدال برنز شده‌است.